# Vrydagzynea lancifolia
Vrydagzynea lancifolia är en orkidéart som beskrevs av Henry Nicholas Ridley. Vrydagzynea lancifolia ingår i släktet Vrydagzynea och familjen orkidéer. Inga underarter finns listade i Catalogue of Life.